# Bílá Lhota
Bílá Lhota là một làng thuộc huyện Olomouc, vùng Olomoucký, Cộng hòa Séc.